# Matteo Rosselli
Matteo Rosselli (10 de agosto de 1578 - 18 de janeiro de 1650) foi um pintor italiano do contra-maneirismo florentino tardio e do início do barroco. Ele é mais conhecido, no entanto, por suas pinturas históricas grandiosamente povoadas.

## Biografia
Ele foi primeiro aprendiz de Gregorio Pagani. Em 26 de fevereiro de 1599, foi nomeado para a Accademia del Disegno e, em 1605, viajou a Roma para trabalhar com Domenico Passignano por seis meses.
Ele completou alguns afrescos em A Lenda da Origem da Ordem Servita (1614–1618) no Palazzo Pitti e no Claustro da Basílica della Santissima Annunziata; uma Madona e uma criança com retábulo de São Francisco para a Igreja de Santa Maria Maggiore, em Florença; e uma Adoração dos Magos (1607) para a Igreja de Sant'Andrea em Montevarchi. Ele pintou a Crucificação (1613) agora na igreja paroquial de Scarperia. Ele também pintou a Última Ceia (1614), agora no Conservatório de San Pier Martire. 
Após a morte do monarca francês, ele foi encomendado duas pinturas comemorativas de eventos na vida de Henrique IV: sua visita a Nantes e Gaudabec (1610). Ele também completou uma Assunção (1613) para a igreja de San Domenico em Pistoia. Ele pintou uma série de afrescos para a Casa Buonarroti com base em eventos da vida de Michelangelo, incluindo Fortificações de San Miniato (1615) e dois outros (1627 e 1628), todos encomendados pelo seu sobrinho, Michelangelo Buonarroti, o mais novo. 

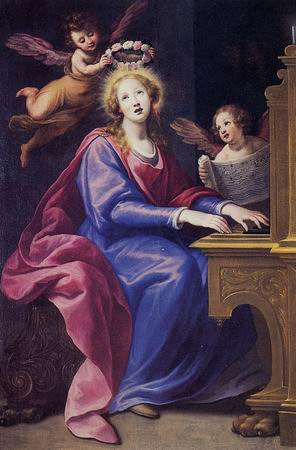
Matteo Rosselli, Santa Cecília (1615-20),

Em 1621, ele foi contratado para pintar o Triunfo de David para o Palácio Pitti, Lot e suas filhas e Tobias e Angel para a Galleria Corsini em Florença. Decorações adicionais (1622–1623) foram encomendadas por Leopoldo de 'Medici para o Casino di San Marco : Frederico II reconstrói o Porto de Livorno e a Captura de Ippona (Florença, Corte d'Assise). Leopoldo também encomendou a Rosselli uma série de pinturas alegóricas (1622) para a Sala della Stufa no Palazzo Pitti. 
Ele fez afrescos nas salas de recepção da Villa di Poggio Imperiale com cenas retratando os imperadores europeus em meio a cenas bíblicas e históricas (1619-1623). Ele pintou uma Madonna do Rosário (1649) para a Catedral de Pietrasanta e uma tela da Missão de São Paulo em Damasco (quadro de Nero di Porta Venere, para o Duomo de Volterra. A maior coleção de desenhos de Rosselli está contida dentro do Museu do Louvre, Paris, com muitos sendo esboços preliminares para outras obras. 

Entre seus muitos alunos estavam Baldassare Franceschini (Il Volterrano), Lorenzo Lippi, Francesco Furini, Giovanni da San Giovanni (Giovanni Mannozzi) e Jacopo Vignali.  

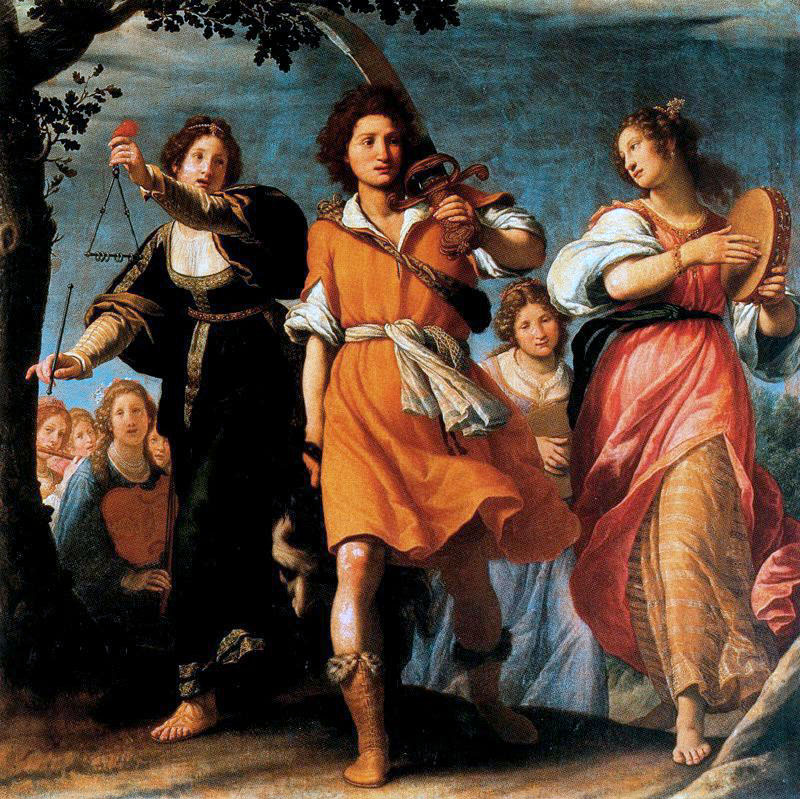
Triunfo de Davi
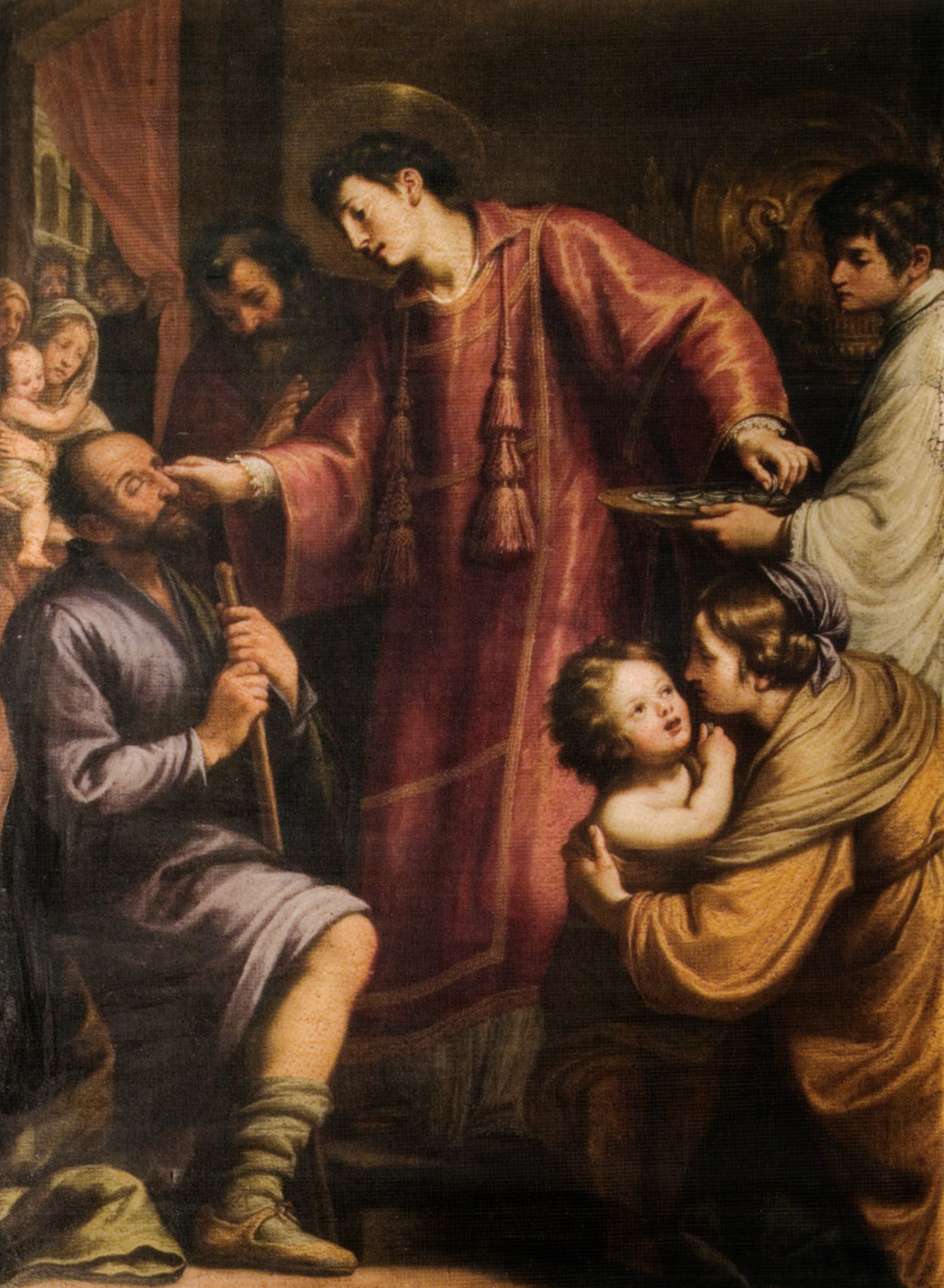
St Lawrence dá tudo e cura os cegos
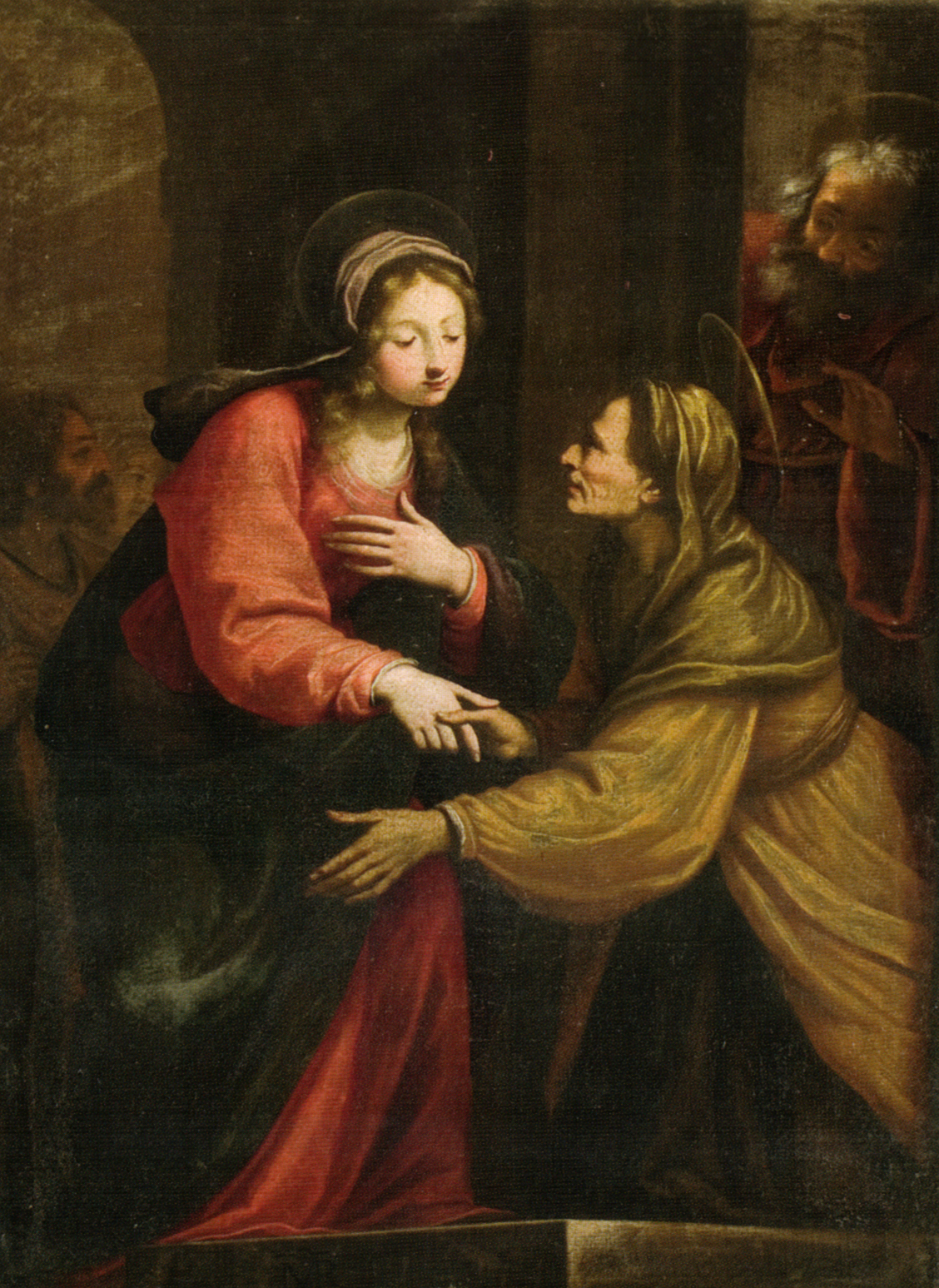
Visitação
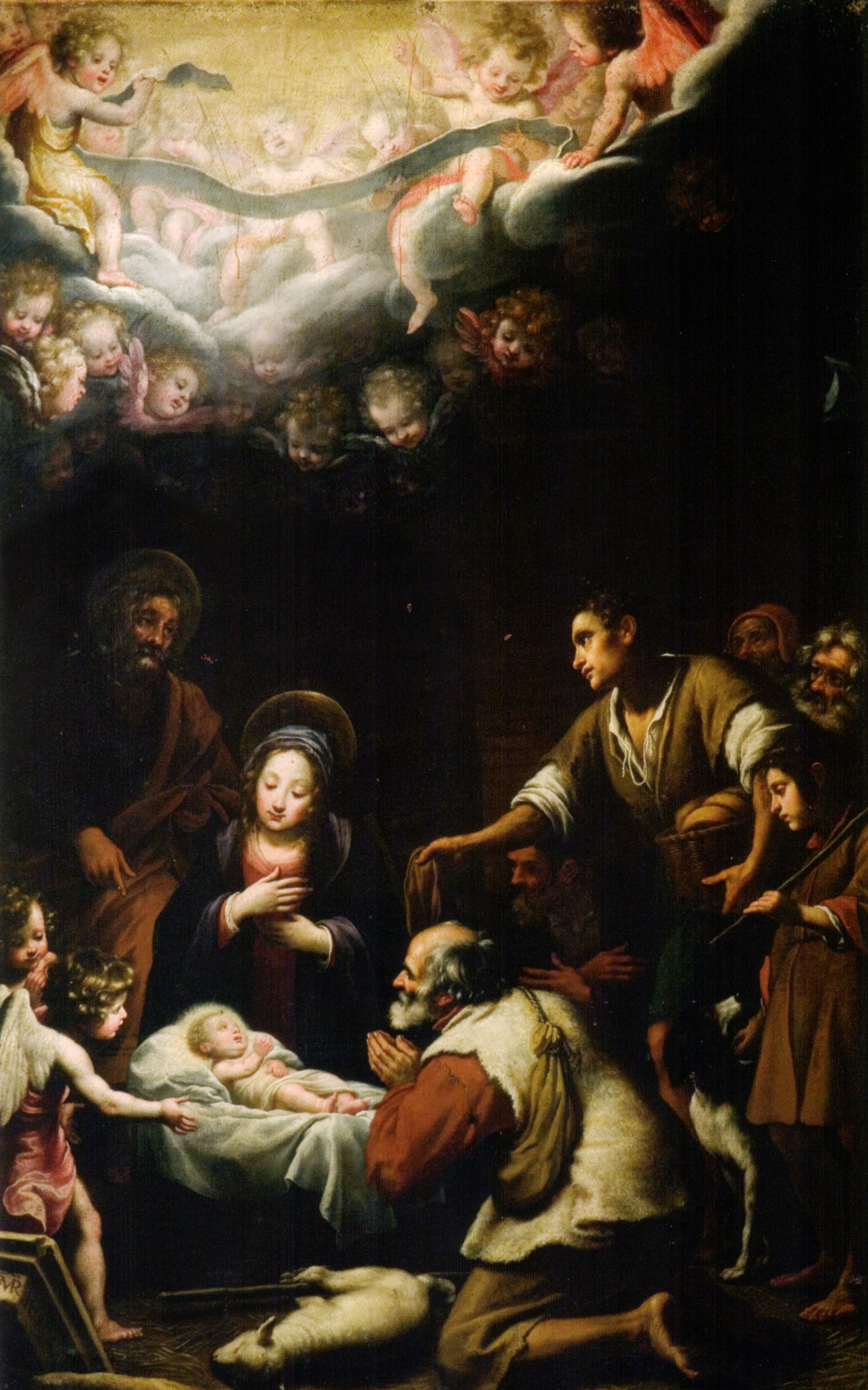
Nascimento de Cristo
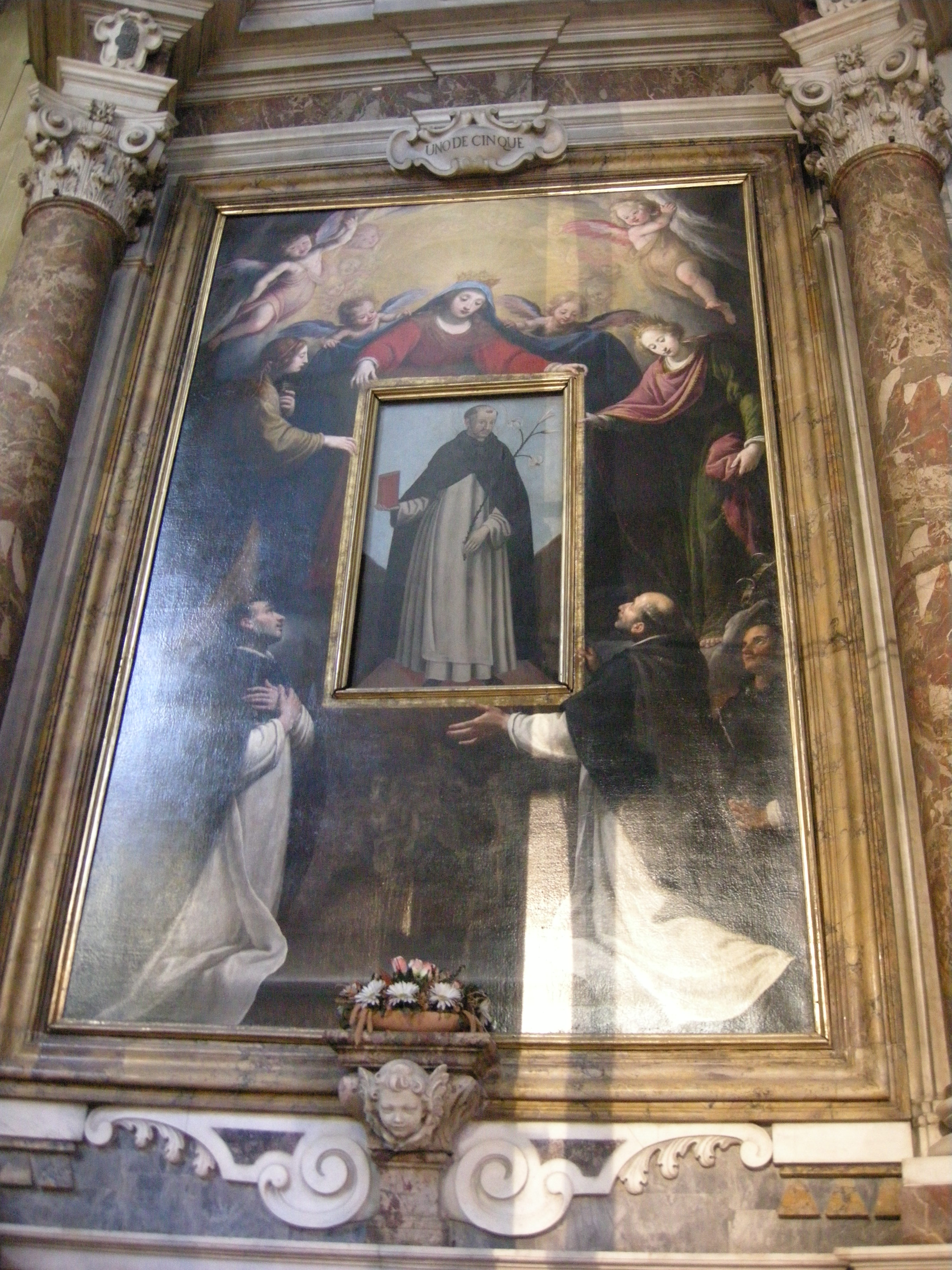
San Domenico in Soriano, Igreja de San Marco, Florença